# Koloběh vody

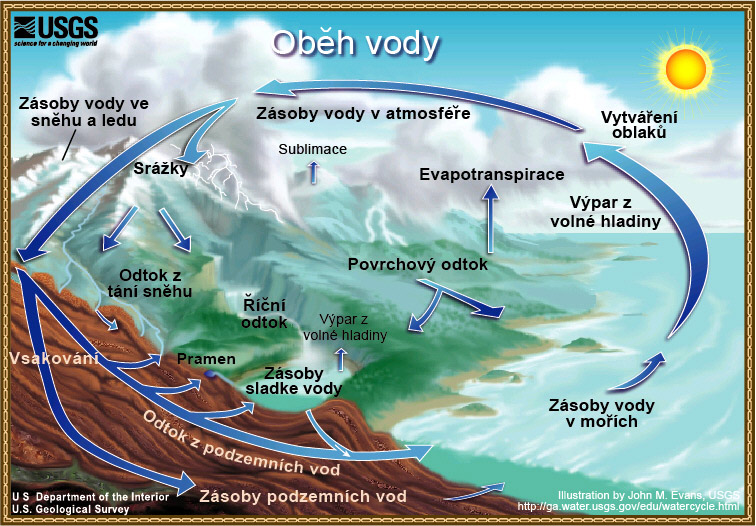
Schéma koloběhu vody

Koloběh vody (hydrologický cyklus) je stálý oběh povrchové a podzemní vody na Zemi, doprovázený změnami skupenství.

## Sluneční energie
K oběhu dochází účinkem sluneční energie, zemské gravitace a rotace Země. Voda se vypařuje z oceánů, vodních toků a nádrží, ze zemského povrchu a z rostlin, dohromady se používá pojem evapotranspirace. Probíhá také výpar z ledu (sublimace) a tvorba drobných krystalek ledu (desublimace). Vodní páry a drobounké kapičky vody v oblacích se pak v ovzduší pohybem vzduchových mas způsobených nestejným zahříváním vzduchu nad pevninou a oceány i zemskou rotací neustále přemisťují (cirkulace atmosféry). Po kondenzaci páry z ovzduší dopadá voda ve formě srážek na zemský povrch, zejména ve formě deště a sněhu (viz hydrometeory). Zde se část vody hromadí a odtéká jako povrchová voda, vypařuje se zpět do ovzduší nebo se vsakuje (infiltruje) pod zemský povrch a doplňuje zásoby podzemní vody. Podzemní voda po určité době znovu vystupuje na povrch ve formě pramenů nebo dotuje vodní toky.

## Bilanční prvky

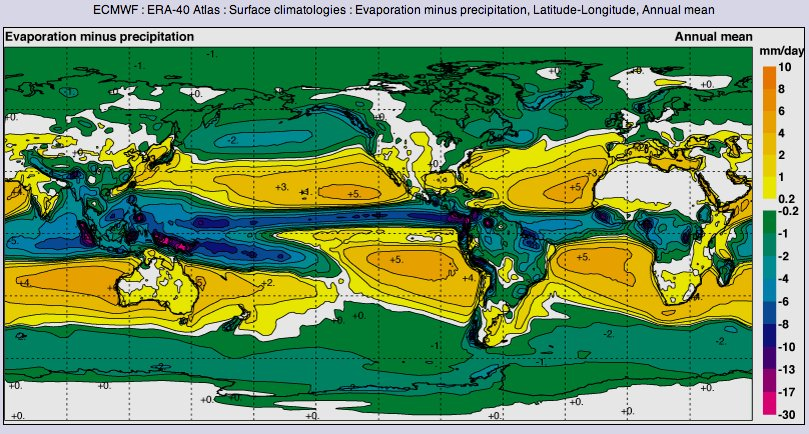
Rozdíl výparu a srážek v mm/den

Uvedené procesy (výpar, odtok a infiltrace) se kvantitativně vyjadřují jako tzv. bilanční prvky v rámci hydrologické bilance. Hydrologická bilance je porovnání příjmových a ztrátových složek (bilančních prvků) hydrologického cyklu. Umožňuje určit velikost přírodních zdrojů vody a tím možnosti jejich využití v určitém území.

## Další pohyby vody
Voda se v kapalném a plynném stavu v pozemském prostředí neustále pohybuje a mění skupenství. Voda se neustále pohybuje i v mořích a oceánech, zejména díky mořským proudům. Kromě odlišného zahřívání vody a vzduchu nad pevninou a oceánem má na pohyb vody vliv gravitační působení Země. Voda působením gravitačních sil teče dolů, tedy stéká z vyšších míst na zemském povrchu do nižších míst (vodní toky). Pohyb vody v kapalném skupenství ovlivňuje i rotace Země působením unášivé Coriolisovy síly a odstředivé síly. Na pohyb vody mají vliv také slapové síly Slunce a Měsíce, které způsobují slapové jevy – příliv a odliv.
Do zemského pláště mizí přibližně 400 miliard kg vody ročně. Ovšem může to být i třikrát více, než se odhadovalo, takže se předpokládané množství vody na povrch nedostává. Srovnatelné množství byla lidská spotřeba vody během 20. století. Nicméně i sopečné erupce mohou na povrch přivádět více vody, než se dříve předpokládalo, takže koloběh vody v zemském plášti možný je. Voda z povrchu Země se dostává až k jádru, takže koloběh vody je složitější.

## Dělení
- Ve velkém koloběhu vody dochází k přesunům vody mezi světovým oceánem a pevninou.
- Malý koloběh vody probíhá pouze nad oceány nebo pouze nad bezodtokými oblastmi pevniny.

## Počasí
Koloběh vody ovlivňuje počasí respektive klima. Nejen jako déšť či oblaka, ale také proto, že vodní pára je nejvýznamnější skleníkový plyn.